# Dolichoderus tuberifer
Dolichoderus tuberifer é uma espécie de formiga do gênero Dolichoderus.